# World Mixed Doubles
World Mixed Doubles är en professionell inbjudningsturnering i snooker som spelades första gången år 1991. Turneringen låg därefter i träda fram till snookersäsongen 2022/2023 och ingår sedan dess i snookerkalendern.
Kvalificerade att delta är de fyra topprankade enligt herrarnas respektive damernas världsranking, och paren matchas ihop genom lottning.

## Vinnare
| År   | Vinnare                       | Motståndare                   | Resultat | Säsong  |
| ---- | ----------------------------- | ----------------------------- | -------- | ------- |
| 1991 | Steve Davis Allison Fisher    | Steven Hendry Stacey Hillyard | 5 – 4    | 1991/91 |
| 2022 | Neil Robertson Mink Nutcharut | Mark Selby Rebecca Kenna      | 4 – 2    | 2022/23 |